# Дикрахмалфосфат
Дикрахмалфосфат, E1412, англ. distarch phosphate — пищевая добавка, модифицированный крахмал (производное крахмала), вещество из группы олигосахаридфосфатов, практически нейтральное органическое вещество. Используется в пищевой промышленности как загуститель, текстурирующий агент, сырьё для изготовления диетической клетчатки, эмульгатор.

## Физические свойства
Дикрахмалфосфат в сухом виде — белый порошок с крупными гранулами. Он хорошо растворяется в горячей воде и не растворяется в органических растворителях (спирте, эфире и хлороформе), плохо растворяется в холодной воде, а при температуре воды 45–80 °C гранулы порошка начинают растворяться.

## Химические свойства
Дикрахмалфосфат устойчив в воздействию высоких температур.
Дикрахмалфосфат даёт очень слабую основную реакцию, он практически нейтрален.

## Органолептические свойства
Дикрахмалфосфат не имеет вкуса и запаха.

## Роль в организме
Дикрахмалфосфат не всасывается в кишечнике в неизменном виде, но в значительной степени гидролизуются кишечными ферментами, а затем ферментируются кишечной микрофлорой.
Дикрахмалфосфат полностью безопасен для здоровья человека, употребление его в пищу в количестве 60 г в сутки не отражается на здоровье. Опасность этого вещества для животных не превышает опасность натурального крахмала, дикрахмалфосфат представляет собой такую же пищу.

## Метаболизм
Метаболизм дикрахмалфосфата, как и других крахмалов, начинается с фермента мальтодекстринглюкозидазы, в результате образуется вода и сахароза, которая в итоге используется для синтеза АТФ.

## Применение
Дикрахмалфосфат используется в пищевой, косметической и фармацевтической промышленности в качестве загустителя, гелеобразователя, стабилизатора и антислёживающего агента, применяется при изготовлении презервативов и медицинских перчаток, в производстве диетической клетчатки.
Дикрахмалфосфат является эмульгатором, добавка 2 % гелированного дикрахмалфосфата в обезжиренное молоко делает его структуру такой же, как у молока обычной жирности, что используется в молочной промышленности для улучшения структуры обезжиренного молока.
Из дикрахмалфосфата изготавливают съедобные и биоразлагаемые пищевые плёнки.

## Получение
Дикрахмалфосфат получают этерификацией крахмала с триметафосфатом натрия или оксихлоридом фосфора с последующим разделением получившейся смеси модифицированных крахмалов.

## Нормативы
ФАО ограничивает содержание дикрахмалфосфата в продуктах: в ферментированных молочных продуктах, сахарах и сиропах, чае, травяных настоях, кофе и других зерновых напитках (но не в какао) максимальное содержание не более 10000 мг на кг продукта, в смесях детского питания для младенцев — не более 25000 мг на кг, в продуктах прикорма для младенцев — не более 60000 мг на кг.